# William Palmer (meurtrier)
Pour les articles homonymes, voir William Palmer et Palmer.
William Palmer est un médecin et assassin né le 6 août 1824 à Rugeley, Staffordshire (Angleterre) et pendu le 14 juin 1856 à la prison de Stafford.
Il a été condamné à mort pour meurtre à l’issue d’un des plus retentissants procès du XIXe siècle au Royaume-Uni.

## Avant les meurtres
William Palmer nait à Rugeley, dans le Staffordshire, en 1824, et mène une vie d’excentrique. Pendant ses études médicales, il est souvent accusé de voler et de courir les femmes. Lors d'un stage au dispensaire de Stafford, il est accusé d’avoir empoisonné un ami : les deux hommes avaient, apparemment, parié à qui boirait le plus. Bien que rien ne soit prouvé, l’administration hospitalière, à titre de précaution, renforce la surveillance du dispensaire. Gros joueur et amateur de chevaux, Palmer contracte de nombreuses dettes.

## L'emballement meurtrier
Il retourne s'installer dans sa ville natale de Rugeley, et épouse Ann Brookes en 1847. Le mariage a lieu dans l’église St Nicolas à Abbots Bromley. C'est l'année suivante que naît leur premier enfant. Les quatre suivants moururent en bas âge.
Plusieurs personnes de l’entourage du Dr. Palmer moururent en sa présence, en particulier sa belle-mère et au moins deux autres personnes à qui il devait de l’argent. En 1854, Ann Palmer mourut (apparemment du choléra), après que William eût souscrit pour elle une assurance-vie de 13 000 livres. Le choléra, comme certains poisons, provoque des vomissements et diarrhées, il peut être difficile de les distinguer. La bonne de Palmer accoucha de ses œuvres neuf mois plus tard, mais cet enfant illégitime mourut lui aussi au bout de quelques mois. Palmer assura aussi sur la vie son frère Walter. Mais quand celui-ci mourut quelques mois plus tard, la compagnie d’assurance refusa de verser les indemnités pour le décès. La justice ne put rien prouver contre lui. Palmer était alors lourdement endetté et, de plus, une de ses anciennes maîtresses (la fille d’un policier du Staffordshire) lui extorquait des fonds en menaçant de le dénoncer.
Un jour, un de ses amis passionné lui aussi de courses de chevaux, John Parsons Cook, gagna une grosse somme d’argent aux courses de Shrewsbury. Il fêta copieusement l'événement avec Palmer avant de retourner à Rugeley, et Palmer l’invita en retour le lendemain. Après le repas, Cook tomba gravement malade et mourut deux jours plus tard. Les soupçons grandirent quand Palmer essaya de corrompre les personnes de l'entourage du coroner qui diligentait l’enquête. Mais lorsque l'on sut que Palmer avait acheté de la strychnine peu de temps avant la mort de Cook, ce fut la goutte qui fit déborder le vase.

## Arrestation et procès
Palmer fut arrêté pour le meurtre de Cook. Les corps de Ann et Walter Palmer furent exhumés mais l’autopsie n’apporta pas de preuves formelles de la culpabilité de William Palmer. Comme il était difficile de réunir un jury impartial dans le Staffordshire, le Parlement émit une loi (le « Central Criminal Court Act » de 1856), qui permit de délocaliser le procès et de juger Palmer à la cour d'assises de Old Bailey à Londres.
Il n’y avait pas de preuve formelle des crimes, mais les symptômes qui avaient précédé la mort de Cook furent rapprochés de ceux dus à l’intoxication par la strychnine. Le jury s’en contenta et déclara Palmer coupable. L’équipe d’avocats de la partie civile (Alexander Cockburn et John Walter Huddleston) avait de bonnes connaissances en médecine légale, et ils emportèrent l’adhésion du jury. Palmer, après la lecture du verdict, exprima son admiration pour la façon dont Cockburn avait conduit son contre-interrogatoire : en utilisant le langage de courses, il convint que « c’était quelqu’un qui savait tenir les rênes ».
Le 14 juin 1856, à la prison de Stafford, environ 30 000 personnes assistèrent à l’exécution publique de Palmer par pendaison. En montant sur l’échafaud, Palmer aurait regardé la trappe basculante et aurait demandé « Vous êtes sûr que c'est sans danger ? » (« Are you sure it's safe? ».
En fait, quelques juristes pensent que les preuves de la culpabilité de Palmer étaient insuffisantes et que les conclusions et le jugement du président du tribunal, John Campbell, premier baron Campbell, étaient sujettes à caution.
Le retentissement du procès fut tel que de nombreux notables locaux exprimèrent la crainte que Rugeley ne devienne « la ville de Palmer l’empoisonneur ». Selon une légende persistante, ils auraient fait circuler une pétition afin de demander au Premier ministre de l’époque, Henry John Temple, de bien vouloir changer le nom de leur ville. Il paraît que le Premier ministre donna son accord, à condition qu’on rebaptise Rugeley en… Palmerston. Cette histoire serait en fait une pure invention.

### La composition de la cour
- Juges :
  - Lord juge en chef John Campbell, 1er Baron Campbell
  - M. Justice Cresswell
  - M. Baron Alderson
- Parties civiles :
  - Procureur général Alexander Cockburn
  - Edwin James QC
  - M. Bodkin
  - M. Welsby
  - John Walter Huddleston
- Avocats de la défense :
  - M. Serjeant Shee
  - William Robert Grove QC
  - Mr Gray
  - Edward Kenealy

## Autres médecins accusés ou condamnés pour meurtre
- Dr John Bodkin Adams
- Dr Thomas Neill Cream
- Dr Harold Shipman
- Dr Michael Swango